# Frank Heldoorn
Frank Heldoorn, né le 1er janvier 1969 à Laren, est un triathlète professionnel néerlandais, vainqueur sur triathlon Ironman.

## Palmarès
Le tableau présente les résultats les plus significatifs (podium) obtenus sur le circuit national et international de triathlon depuis 1993,.
| Année | Compétition                              | Pays        | Position           | Temps           |
| ----- | ---------------------------------------- | ----------- | ------------------ | --------------- |
| 2006  | Ironman Royaume-Uni                      | Royaume-Uni | Médaille d'or      | 8 h 36 min 38 s |
| 2006  | Championnat des Pays-Bas longue distance | Pays-Bas    | Médaille d'or      | 5 h 42 min 48 s |
| 2005  | Championnat des Pays-Bas longue distance | Pays-Bas    | Médaille d'or      | 8 h 22 min 3 s  |
| 2001  | Ironman Lanzarote                        | Espagne     | Médaille de bronze | 9 h 12 min 42 s |
| 2000  | Championnat des Pays-Bas longue distance | Pays-Bas    | Médaille d'or      | 8 h 25 min 20 s |
| 1997  | Ironman Lanzarote                        | Espagne     | Médaille d'argent  | 9 h 1 min 5 s   |
| 1997  | Championnat des Pays-Bas longue distance | Pays-Bas    | Médaille d'or      | 8 h 2 min 58 s  |
| 1996  | Ironman Lanzarote                        | Espagne     | Médaille d'or      | 8 h 48 min 34 s |
| 1995  | Ironman Lanzarote                        | Espagne     | Médaille d'argent  | 8 h 42 min 35 s |
| 1995  | Championnat des Pays-Bas longue distance | Pays-Bas    | Médaille d'or      | 8 h 10 min 58 s |
| 1994  | Ironman Lanzarote                        | Espagne     | Médaille d'or      | 8 h 38 min 24 s |
| 1994  | Championnat des Pays-Bas longue distance | Pays-Bas    | Médaille d'or      | 8 h 33 min 13 s |
| 1993  | Ironman Lanzarote                        | Espagne     | Médaille d'argent  | 9 h 4 min 24 s  |